# Disconectes picardi
Disconectes picardi là một loài chân đều trong họ Munnopsidae. Loài này được Amar miêu tả khoa học năm 1957.